# Навои (город)
Навои́ (узб. Navoiy / Навоий) — город в центральной части Республики Узбекистан, административный центр Навоийской области. Расположен на юго-западе пустыни Кызылкум, на берегу реки Заравшан. Один из крупнейших промышленных центров страны, важный транспортный узел и административно-экономическое ядро региона.
Город был основан в 1958 году и получил своё название в честь выдающегося поэта, мыслителя и государственного деятеля Алишера Навои. Сегодня Навои известен развитой горнодобывающей, металлургической, химической и энергетической промышленностью, а также свободной индустриально-экономической зоной.

## История
Город был основан в 1958 году и входил в состав Бухарской области. Он создавался как центр горнодобывающей промышленности по добыче редкоземельных элементов, драгоценных металлов и урана в Узбекской ССР.
В 1958 году в районе посёлка Кармана началось строительство горно-металлургического комбината. И был основан новый город, который получил название Навои в честь знаменитого узбекского поэта и философа Алишера Навои.
Новый город был построен в 1960-е годы согласно единому генеральному плану ленинградских архитекторов института ВНИИПИЭТ, относящегося к Министерству атомной энергетики СССР.
За разработку генплана города ленинградские архитекторы в 1969 году были удостоены Государственной премии СССР. Проект и макет города также отмечены премиями других государств. Главным строителем был заслуженный строитель Узбекской ССР З. П. Зарапетян.
Своеобразие его застройки заключается в возведении секционных и галерейных домов, использовании малых архитектурных форм, обилии зелёных насаждений, фонтанов, бассейнов, которые придают городу индивидуальный эстетически-выразительный облик.
Для будущего города была выбрана спокойная по рельефу территория, вытянутая в направлении с севера на юг на 8 км между старым районным центром Кармана и небольшим посёлком у одноимённой железнодорожной станции.

## География
Город расположен в долине реки Зеравшан на юге Навоийского вилоята, в 360 км к юго-западу от Ташкента. Расстояние до Самарканда — 140 км, до Бухары — почти 100 км.
Река Зарафшан протекает к северу от города. В 10 км к северу от окраины города, за берегом реки Зарафшан простираются Нуратинские горы.

## Климат
Климат Навои — сухой резко континентальный с чётко выраженной сезонностью. Летом температура может достигать +54 °C, зимой опускаться до −18 °C. Более низкие температуры бывают редко. Из-за низкой влажности высокие и низкие температуры переносятся легко.
Зима (период со среднесуточной температурой ниже 0 °C) в среднем длится с 3-й декады ноября до 2-й декады марта. В период календарной зимы могут отмечаться непродолжительные (3-8 дней) морозы (с ночной температурой до −12 °C, редко — до −18 °C).
При этом всю зиму часты оттепели, когда температура с −5 °C поднимается до +6 °C и выше, иногда достигая значений +10…+12 °C. Переходные сезоны достаточно коротки.
Часто практически летние температуры регистрируются в середине и конце марта, в апреле. В июне и июле дневная температура обычно превышает 45-градусную отметку (в среднем — 30-40 дней за летний сезон).

## Население
По состоянию на 2024 год, численность населения города составляет более 161 243 человек. Из национальностей узбеки составляли 88,7 %, русские — 1,6 %, казахи — 3,6 %, каракалпаки — 2,3 %, таджики — 1,4 %, татары — 0,6 %, другие — 1,88 %.
В связи с распадом СССР и резким увеличением оттока населения в Россию и другие страны в Навои изменились пропорции национального состава с преобладанием узбеков и тенденцией к увеличению их численности.

## Промышленность
Навои является ведущим промышленным центром Узбекистана.
В городе расположены:
- АО «Навоиазот» (химический комбинат),
- АО Навоийский горно-металлургический комбинат (АО «НГМК»),
- АО «Кызылкумцемент» (крупнейший цементный завод в Узбекистане),
- Навоийский машиностроительный завод,
- золотоизвлекающий завод,
- электрохимический завод,
- хлопкоочистительный завод,
- предприятия пищевой промышленности,
- Навоийская ГРЭС (основа энергетики области).

Все производственные предприятия сконцентрированы в промышленной зоне у западной границы города (в 2 км от жилой территории).

## Образование
Навои — крупнейший образовательный центр Навоийского вилоята. В городе функционируют ряд высших учебных заведений (Навоийский государственный педагогический институт и Навоийский государственный горный институт), несколько колледжей и академических лицеев, а также средние общеобразовательные школы и дошкольные учреждения.

## Транспорт
Навои является одним из крупнейших транспортных узлов Узбекистана. В 12 км к западу от города находится международный аэропорт «Навои», имеющий воздушное сообщение с международным аэропортом «Ташкент» имени Ислама Каримова и с аэропортами других крупных городов Узбекистана, а также с московским международным аэропортом «Внуково».
На юге Навои расположен железнодорожный вокзал, имеющий важное значение для грузовых и пассажирских перевозок.
Городской общественный транспорт представлен в Навои автобусами, маршрутными такси (автомобили Daewoo Damas), а также частными и государственными службами такси (в основном марок и моделей Daewoo Nexia, Daewoo Matiz, Daewoo Gentra, Chevrolet Lacetti, Chevrolet Cobalt, Chevrolet Epica, а также ВАЗ).

## Хокимы
1. Жураев Баходир Ибрагимович (2009 — декабрь 2013)[5],
2. Ахатов Неъматилло Асатович (декабрь 2013 — 10 апреля 2017)[6],
3. Халилов Умарбек Яхшимуродович (с апреля 2017)[7],
4. Эгамкулов Муратхан (май 2022 — июль 2023)[8],
5. Эргашев Дилмурод Бекмурадович (с июля 2023)[9].

## Достопримечательности
Одним из излюбленных мест отдыха горожан и туристов, которые приезжают сюда и в близлежащие города, является Южный парк, на территории которого расположились стадион, плавательный бассейн и кинотеатры.
Кроме того был построен Северный парк, который гораздо больше по площади, чем Южный, и назван парком имени Алишера Навои.
Популярными местами отдыха горожан являются:
- база отдыха Навоийского горно-металлургического комбината «Лазурная» (расположена на берегу озера Тудакуль)[11],
- горный лагерь Сармыш (расположен в 30 км от города в Нуратинских горах)[12].

Все исторические достопримечательности города Навои располагаются в его северном пригороде — городском посёлке Кармана, до середины XX века являвшимся самостоятельным городом, существующим по крайней мере со времён Согдианы.

## Галерея
|                          |                          | Navoiy davlat kon-texnologiya universiteti                   |                |     |                                        |
| Проспект Галаба (Победы) | Проспект Ислама Каримова | Навоийский государственный горно-технологический университет | Улица Толстого | ЦУМ | Храм преподобного Сергия Радонежского. |

|                          |                          |                                 |                                 |                                 |                                 |                                 |
| Проспект Ислама Каримова | Проспект Ислама Каримова | Парк отдыха имени Алишера Навои | Парк отдыха имени Алишера Навои | Парк отдыха имени Алишера Навои | Парк отдыха имени Алишера Навои | Парк отдыха имени Алишера Навои |